# Dyson
Dyson (Да̀йсън) е сингапурска международна технологична компания. Основана е през 1991 г. от Джеймс Дайсън в Малмсбъри, Англия. Компанията проектира и произвежда домакински уреди като прахосмукачки, пречистватели на въздух, сешоари за ръце, вентилатори без перки, нагреватели, сешоари и осветителни тела. Към 2022 г. Dyson има над 14 000 служители по целия свят.
През 2019 г. Dyson обявява, че се премества от Великобритания в Сингапур, където нейното седалище се разполага в бившата електроцентрала St. James. Оттогава компанията работи извън Сингапур, като централата ѝ служи като център за изследователските и инженерни екипи на компанията.

## Разработките на Джеймс Дайсън
През 1974 г. Джеймс Дайсън си купува прахосмукачка Hoover Junior, която губи всмукателната си мощност след известно време на употреба. Разочарован, Дайсън изпразва хартиената торбичка за еднократна употреба, за да се опита да възстанови всмукателната мощност, но без резултат. Той отваря торбичката, за да я прегледа, и забелязва слой прах вътре, който е полепнал и запушил мрежестия тънък материал на торбичката.
През 1978 г. Дайсън, работейки над проект на ръчна количка в компанията Rotork, използва циклон-сепаратор за улавяне на частиците боя при праховото боядисване. След като си помислил дали тази функция може да се приложи в по-малък мащаб към домашна прахосмукачка, той прави картонен модел и го свърза към своята прахосмукачка Hoover (като маха торбичката) и установява, че идеята работи задоволително. Ръководителите на Rotork смятат, че ако подобно нещо е възможно, то щеше да е вече направено от Hoover или Electrolux. Това не спира Дайсън и той напуска компанията. Джеръми Фрай предоставя 49% от инвестициите за разработка на циклонната прахосмукачка, а останалите средства са взети на кредит. Между 1979 и 1984 г., в бараката зад къщата си, Дайсън разработва 5127 прототипа на прахосмукачки. Първият прототип не носи голям успех на Дайсън, тъй като той се опитва да намери купувач на лиценза за продукта си в Обединеното кралство и САЩ. Производствени компании като Hoover не са склонни да лицензират устройството, вероятно защото пазарът на сменяеми торбички е оценен на 500 милиона щатски долара и следователно новата прахосмукачка е заплаха за техния бизнес. Единствената компания, проявила интерес към новата циклонна технология, е бившият работодател на Дайсън, Rotork. Rotork възлага производството на италианския производител на битова техника Zanussi, а разпространението – на компанията Kleeneze чрез каталог за поръчки по пощата и моделът Kleeneze Rotork Cyclon става първата публично продавана прахосмукачка по дизайна на Дайсън. През 1983 г. са продадени само около 500 броя.
През 1985 г. японската компания Apex Ltd. проявява интерес към лицензиране на разработката на Дайсън и през март 1986 г. преработена версия на Kleeneze Rotork Cyclon под името G-Force е пусната в производство и се продава в Япония на цена, еквивалентна на 2000 щ.д. През 1991 г. моделът печели наградата на Международния панаир на дизайна в Япония и добива статут на символ.

## Основаване на компанията Dyson
Използвайки приходите от японския лиценз, Джеймс Дайсън създава Dyson Appliances Limited през 1991 г., тогава регистрирана като Barleta Limited. Първата прахосмукачка с двоен циклон, създадена с марката Dyson, е DA 001, произведена от американската компания Phillips Plastics в завода в Рексъм, Уелс. Производството започва през януари 1993 г. и се продава за около 200 £. Поради проблеми с контрола на качеството и желанието на Phillips да предоговори условията на договора за производство на прахосмукачката Дайсън прекратява споразумението през май 1993 г. В рамките на два месеца той създава нова верига за доставки и открива нова производствена база в Чипънхем, Уилтшър, Англия; първата прахосмукачка, сглобена в новия завод, е завършена на 1 юли 1993 г. DA 001 скоро е заменена от почти идентичната DC01.
Дайсън лицензира технологията в Северна Америка от 1986 до 2001 г. на Fantom Technologies, след което Dyson навлиза директно на пазара.
Въпреки че проучването на пазара показва, че купувачите няма да харесат прозрачен контейнер за сметта, Дайсън и екипът му решават все пак да го направят прозрачен и това се оказа популярна характерна черта на марката, която е копирана многократно. Само за 18 месеца DC01 се превърща в най-продаваната прахосмукачка в Обединеното кралство. Към 2001 г. DC01 заема 47% от пазара на вертикални прахосмукачки.
Към 2009 г. Dyson започва да създава други продукти: сешоар за ръце Airblade, вентилатор без перки Air Multiplier и топловентилатор без перки Dyson Hot. През октомври 2019 г. компанията Dyson пуска на пазара уреда Pure Cryptomic. Устройството е способно да отстранява от въздуха канцерогенния и отровен формалдехид.
През 2014 г. компанията Dyson инвестира в съвместна лаборатория по роботика с Лондонския имперски колеж за изучаване на зрителни системи и разработване на домакински прахосмукачки роботи. През 2001 г. компанията е готова с прахосмукачката робот DC06, но Джеймс Дайсън я снема от производство, защото е твърде тежка и бавна. През 2016 г. компания Dyson пуска прахосмукачката робот 360 Eye, а през 2021 г. – 360 Heurist.
През април 2016 г. Dyson пуска Dyson Supersonic, сешоар с по-компактен двигател в дръжката, което осигурява по-добър баланс и по-малък размер, както и по-тиха работа.
През януари 2019 г. е обявено, че Dyson възнамерява да разработи и произведе електромобил. По-късно обаче, на 10 октомври 2019 г., е обявено, че програмата ще бъде прекратена, тъй като не е „търговски жизнеспособна“. През 2020 г. все пак е представен прототип на електромобил, известен като N526, който е изложен в централата на компанията.
На 22 януари 2019 г. Дайсън обявява плановете си за преместване на централата на компанията в Сингапур, обяснявайки, че възнамерява да бъде по-близо до най-бързо развиващите се пазари в Азиатско-тихоокеанския регион, и също така изразява недоволството си от работата с Европейския съюз, който смята за прекалено бюрократизиран. В края на 2021 г. компанията официално започва да се премества в новата си централа в Сингапур.

## Галерия
- Прахосмукачка Dyson DC07
- Сешоар за ръце Dyson Airblade
- Сешоар Dyson Supersonic
- Вентилатор и нагревател Dyson HOT + Cool